# 文京区立お茶の水女子大学こども園
文京区立お茶の水女子大学こども園（ぶんきょうくりつ おちゃのみずじょしだいがくこどもえん）は、東京都文京区大塚に所在するお茶の水女子大学敷地内に開設した区立の保育所型認定こども園。

## 概要
東京都文京区が設置して、国立大学法人お茶の水女子大学が運営する。自治体が設置して国立大学が運営する公設・国営型の認定こども園は全国初である。 設置者である文京区からの業務委託でお茶の水女子大学が運営しており、同大学の附属学校又は施設のいずれでもない
。お茶の水女子大学附属小学校に入学できる優先措置はない。
お茶の水女子大学の敷地内には、明治9年（1876年）に設立された日本初の幼稚園であるお茶の水女子大学附属幼稚園も所在する。

## 沿革
- 2014年
  - 9月29日 - 成澤廣修文京区長と室伏きみ子お茶の水女子大学学長による合同記者会見にて基本協定締結を発表[2][3][12][13][14][20]
- 2015年
  - 11月 - 園児募集[20][21][22]
- 2016年
  - 3月17日 - 園舎が完成[23]
  - 4月1日 - 開園[5][6][7][8][9][10][20][24]

## 教育目標
- 食べる、眠る、遊ぶ生活を過ごし、心もからだも元気な子ども
- 様々な人との関わりを重ね、自分も友達も大切にする子ども
- 「やってみたい」という気持ちをもち、じっくり遊ぶ子ども
- 自然や文化との出会いの中で、心を動かし表現する子ども[1][24]

## 年間行事
春
- 入学式・進級式
- 親子遠足（3〜5歳児）
- 健康診断・遠足（4・5歳児）

夏
- 水遊び
- プール遊び
- 夏まつり

秋
- 敬老の日の集い
- うんどうかい
- 遠足（3〜5歳児）

冬
- 年末子ども会
- もちつき
- 卒園式

毎月実施
- 誕生会
- 避難訓練
- 安全指導
- 発育測定

など

## アクセス
- 東京メトロ丸ノ内線「茗荷谷駅」1番出口から徒歩7分[26]
- 東京メトロ有楽町線「護国寺駅」5番出口から徒歩8分[26]
- 都営バス 「大塚二丁目」停留所から徒歩1分[26]
- B-ぐるバス 「大塚二丁目」停留所の目の前[26]

## 関係者

### 教職員
園長
- 宮里暁美（2016年4月 - ）[6][7][8][9]

教員